# Yukari Tamura
Yukari Tamura (田村 ゆかり, Tamura Yukari, nascida em 27 de fevereiro de 1976) é uma dubladora e cantora afiliada a Amuleto (originalmente Arts Vision e I'm Enterprise). Ela começou seu trabalho como dubladora em 1997, estreando a música "Yūki o Kudasai" em 26 março de 1997. Sua interpretação do papel de Nanoha Takamachi na série Magical Girl Lyrical Nanoha contribuiu pro crescimento de sua popularidade, e várias de suas canções (como "Little Wish: Lyrical Step", "Spiritual Garden", "Hoshizora no Spica", "Beautiful Amulet") forma usada como temas de encerramento de diversas franquias de adaptações de anime. Além de Nanoha, ela também deu sua voz a personagens como Haruka Minazuki / Red Angel em Kaitō Tenshi Twin Angel, Ringo Kinoshita em No-Rin,  Yamada em B Gata H Kei e Kaoru Tsunashi em I Can't Understand What My Husband Is Saying. Outras interpretações de vozes importantes incluem Elizabeth Midford em Black Butler, Kanako Kurusu em Oreimo, Suzuha Amane em Steins;Gate, Mai Kawasumi em Kanon, Mei Sunohara em Clannad, Saku Tōyama em Tantei Opera Milky Holmes, Onii Moon em Moon Taisen e Tenten em Naruto. Em videos games, além dos que foram adaptados para anime, ela dublou Talim em Soulcalibur, Nights em Nights: Journey of Dreams, Sega Superstars Tennis, e Sonic & All-Stars Racing Transformed, Nand Myao em Marl Kingdom e M4 SOPMOD II em Girls Frontline

## Vida e Carreira
Nascida na Prefeitura de Fukuoka, Tamura ganhou notoriedade como defensora atuante do movimento Lolita fashion, vestindo roupas estilo lolita em público, bem como nos seus lançamentos músicais, frequentemente em videoclipes e na capas dos lançamentos de seus CDs. Carinhosamente chamada de Yukarin pelos fãs, vários de seus lançamentos foram usados como temas de abertura e encerramento de diversas series de anime, enquanto alguns chegaram ao top 100 canções e tabelas de álbuns no Oricon. Em 2001, Tamura formou uma dupla musical chamada Yamato Nadeshiko junto com outra conhecida dubladora e cantora japonesa, Yui Horie. Duas canções foram lançadas pela dupla, Mō Hitori no Watashi e Merry Merrily - o último dos quais foi uma música inserida no Especial de Natal de Love Hina. Em 2006, seu programa de rádio Coelho Negro Malcriado de Yukari Tamura (田村ゆかりのいたずら黒うさぎ, “Tamura Yukari no itazura kurousagi") alcançou a maior audiência na área de Cultural Broadcasting A & G em todo Japão.
Em 1 de janeiro de 2007, a agência de gerenciamento de talentos de Tamura mudou da Arts Vision para I'm Enterprise, uma subsidiária da Arts Vision e em 1 de abril de 2007, a gravadora de Tamura mudou oficialmente da Konami para King Records. No entanto, não houve qualquer ganho ou perca material para Tamura porque a produção real de discos da Konami é realizada pela King Records. Ela também atuou como narradora da rede japonesa de anime e televisão por satélite Animax.
Em fevereiro de 2016, a agência de Tamura anunciou que um concerto anunciado durante uma transmissão ao vivo do site Niconico em 2015 seria cancelado. Sua gerência também anunciou que seu clube de fãs mudaria de propriedade e seus programas de rádio terminariam. A conta do Twitter de sua equipe seria fechada e seu site passaria por manutenção. Em 13 de fevereiro de 2016, sua gerência anunciou que seu contrato com a King Records iria terminar em 20 de Março de 2016. Ela mudou mais uma vez de agência, da I'm Enterprise para Amuleto.

## Filmografia

### Anime
| Ano                        | Titúlo                                                                          | Papel                                   | Notas                                                                   | Fontes                      |
| -------------------------- | ------------------------------------------------------------------------------- | --------------------------------------- | ----------------------------------------------------------------------- | --------------------------- |
| 13 de abril de 1992        | Crayon Shin-chan                                                                | Vários personagens                      |                                                                         | [ 9 ]                       |
| 1 de abril de 1997         | Tenchi in Tokyo                                                                 | Yoshinaga                               |                                                                         | [ 9 ] [ 10 ]                |
| 3 de outubro de 1997       | Battle Athletes                                                                 | Young Ayla, outros                      | também Victory                                                          | [ 9 ] [ 10 ]                |
| 1 de abril de 1998         | Trigun                                                                          | Helen                                   | Ep. 9                                                                   | [ 9 ] [ 10 ]                |
| 8 de abril de 1998         | Sentimental Journey                                                             | Micah                                   |                                                                         | [ 9 ]                       |
| 7 de abril de 1999         | Angel Links                                                                     | Yayoi, others                           |                                                                         | [ 9 ] [ 10 ]                |
| 2 de outubro de 1999       | Orphen Revenge                                                                  | Waitress                                |                                                                         | [ 9 ]                       |
| 5 de outubro de 1999       | Dai-Guard                                                                       | Fuuka Tanigawa                          |                                                                         | [ 9 ]                       |
| 13 de outubro de 1999–2000 | The Big O                                                                       | Girl, Forensics                         |                                                                         | [ 9 ] [ 10 ]                |
| 5 de janeiro de 2000       | Boogiepop Phantom                                                               | Kyoko Kinoshita                         |                                                                         | [ 9 ] [ 10 ]                |
| 10 de janeiro de 2000      | Mon Colle Knights                                                               | Elf                                     |                                                                         | [ 9 ]                       |
| 21 de janeiro de 2000      | The King of Braves GaoGaiGar Final                                              | Anryu, Kouryu, Tenryujin                | OVA, também Grand Glorious Gathering em 2005                            | [ 9 ]                       |
| 27 de janeiro de 2000      | Oh! Super Milk-Chan                                                             | Hirosue                                 |                                                                         | [ 9 ]                       |
| 5 de fevereiro de 2000     | Miami Guns                                                                      | Lu Amano                                |                                                                         | [ 9 ] [ 10 ] [ 11 ]         |
| 4 de abril de 2000         | Platinumhugen Ordian                                                            | Mei Li                                  |                                                                         | [ 9 ]                       |
| 21 de julho de 2000        | Brigadoon: Marin & Melan                                                        | Companion                               |                                                                         | [ 9 ]                       |
| 3 de outubro de 2000       | Fighting Spirit                                                                 | Aikawa                                  |                                                                         | [ 9 ]                       |
| 7 de outubro de 2000       | Shin Megami Tensei: Devil Children                                              | Nekomata                                |                                                                         | [ 9 ]                       |
| 14 de outubro de 2000      | Invincible King Tri-Zenon                                                       | Kurama Kyou, Riku Munakata              |                                                                         | [ 9 ] [ 10 ]                |
| 26 de novembro de 2000     | Dotto Koni-chan                                                                 | Moro                                    |                                                                         | [ 9 ]                       |
| 4 de abril de 2001         | Prétear                                                                         | Yayoi Takato                            |                                                                         | [ 9 ] [ 10 ]                |
| 2 de outubro de 2001       | A Little Snow Fairy Sugar                                                       | Greta                                   |                                                                         |                             |
| 16 de outubro de 2001      | Zaion: I Wish You Were Here                                                     | Ai                                      |                                                                         | [ 9 ] [ 10 ]                |
| 8 de janeiro de 2002       | Full Metal Panic!                                                               | AI (Kurtz machine)                      |                                                                         | [ 9 ]                       |
| 10 de janeiro de 2002      | Please Teacher!                                                                 | Ichigo Morino                           |                                                                         | [ 9 ] [ 10 ] [ 11 ]         |
| 30 de janeiro de 2002      | Kanon                                                                           | Mai Kawasumi                            |                                                                         | [ 9 ] [ 10 ]                |
| 3 de fevereiro de 2002–06  | Galaxy Angel                                                                    | Ranpha Franboise                        |                                                                         | [ 9 ] [ 10 ] [ 11 ]         |
| 7 de abril de 2002         | Pita Ten                                                                        | Misha                                   |                                                                         | [ 9 ] [ 10 ] [ 11 ]         |
| 15 de maio de 2002         | Jing: King of Bandits                                                           | Rose                                    |                                                                         | [ 9 ] [ 10 ]                |
| 2 de julho de 2002         | G-On Riders                                                                     | Zero                                    |                                                                         | [ 9 ] [ 10 ]                |
| 3 de outubro de 2002–07    | Naruto                                                                          | Tenten                                  |                                                                         | [ 9 ] [ 10 ]                |
| 25 de março de 2003        | Interlude                                                                       | Maiko Tamaki                            | OVA                                                                     | [ 10 ]                      |
| 5 de julho de 2003–08      | Da Capo                                                                         | Sakura Yoshino                          | também na Segunda Temporada, II e II: Segunda Temporada                 | [ 9 ] [ 10 ]                |
| 15 de julho de 2003        | Please Twins!                                                                   | Ichigo Morino                           |                                                                         | [ 9 ]                       |
| 1 de outubro de 2003–04    | Godannar                                                                        | Ellis Valentine                         |                                                                         | [ 9 ]                       |
| 15 de outubro de 2003      | R.O.D the TV                                                                    | Haruhi Nishizono, Natsume Nishizono     |                                                                         | [ 9 ] [ 10 ]                |
| 4 de abril de 2004         | Midori Days                                                                     | Shiori Tsukishima                       |                                                                         | [ 9 ]                       |
| 6 de abril de 2004         | The Melody of Oblivion                                                          | Koko Ninna-Nanna                        |                                                                         | [ 9 ] [ 10 ]                |
| 26 de maio de 2004         | Le Portrait de Petit Cossette                                                   | Kaori Nishimoto                         |                                                                         | [ 9 ]                       |
| 3 de julho de 2004         | DearS                                                                           | Nia                                     |                                                                         | [ 9 ] [ 10 ]                |
| 2 de outubro de 2004–07    | Magical Girl Lyrical Nanoha                                                     | Nanoha Takamachi                        | Também A's, Strikers                                                    | [ 9 ] [ 10 ]                |
| 4 de outubro de 2004       | My-HiME                                                                         | Midori Sugiura                          |                                                                         | [ 9 ]                       |
| 10 de outubro de 2004      | Kujibiki Unbalance                                                              | Komaki Asagiri                          |                                                                         | [ 9 ] [ 10 ]                |
| 5 de janeiro de 2005       | Jinki: Extend                                                                   | Rui Kousaka                             |                                                                         | [ 9 ] [ 10 ]                |
| 6 de janeiro de 2005       | Air                                                                             | Michiru                                 |                                                                         | [ 9 ] [ 10 ]                |
| 20 de fevereiro de 2005–06 | Otogi-Jūshi Akazukin                                                            | Akazukin                                | OVA, série de TV                                                        | [ 9 ]                       |
| 6 de abril de 2005         | Best Student Council                                                            | Rino Randō                              |                                                                         | [ 9 ]                       |
| 28 de abril de 2005        | Trinity Blood                                                                   | Wendy                                   |                                                                         | [ 9 ] [ 10 ]                |
| 13 de julho de 2005        | Full Metal Panic!: The Second Raid                                              | Kurtz's AI                              |                                                                         | [ 9 ]                       |
| 5 de outubro de 2005–07    | Shakugan no Shana                                                               | Tiriel                                  |                                                                         | [ 9 ] [ 10 ]                |
| 6 de outubro de 2005       | My-Otome                                                                        | Midori Sugiura                          |                                                                         | [ 9 ]                       |
| 6 de outubro de 2005       | SoltyRei                                                                        | Celica                                  |                                                                         | [ 9 ] [ 10 ]                |
| 7 de dezembro de 2005      | Itsudatte My Santa!                                                             | MaiMai                                  | OVA                                                                     | [ 9 ] [ 10 ]                |
| 11 de janeiro de 2006      | Kashimashi: Girl Meets Girl                                                     | Tomari Kurusu, Mari                     |                                                                         | [ 9 ]                       |
| 4 de abril de 2006         | Gintama                                                                         | Saki Hanano                             |                                                                         | [ 9 ]                       |
| 4 de abril de 2006         | Ouran High School Host Club                                                     | Éclair Tonnerre                         |                                                                         | [ 9 ]                       |
| 4 de abril de 2006–2021    | Higurashi no Naku Koro ni                                                       | Rika Furude                             | Também nas continuações Kai, Gou, Sotsu e nos OVAs Rei, Kira e Outbreak | [ 9 ] [ 10 ] [ 12 ]         |
| 2 de outubro de 2006       | Tokimeki Memorial Only Love                                                     | Yukari Higashino                        |                                                                         | [ 9 ] [ 10 ]                |
| 5 de outubro de 2006       | Kanon                                                                           | Mai Kawasumi                            | 2006 remake                                                             | [ 9 ] [ 10 ]                |
| 15 de fevereiro de 2007–17 | Naruto Shippuden                                                                | Tenten                                  |                                                                         | [ 9 ]                       |
| 1 de abril de 2007         | Heroic Age                                                                      | Tail Ol Nahilm                          |                                                                         | [ 9 ] [ 10 ]                |
| 2 de abril de 2007         | Idolmaster: Xenoglossia                                                         | Iori Minase                             |                                                                         | [ 9 ] [ 10 ]                |
| 3 de abril de 2007         | Sugar Bunnies                                                                   | Momousa and Hanausa, Charlotte          | Também Chocolat, Fleur                                                  | [ 9 ]                       |
| 5 de julho de 2007         | Mushi-Uta                                                                       | Azusa Horizaki, Minmin                  |                                                                         | [ 9 ]                       |
| 7 de julho de 2007         | Moetan                                                                          | Ink Nijihara, Pastel Ink                |                                                                         | [ 9 ]                       |
| 24 de agosto de 2007       | My-Otome Zwei                                                                   | Midori                                  | OVA                                                                     | [ 9 ]                       |
| 1 de outubro de 2007       | Sketchbook: full color'S                                                        | Nagisa Kurihara                         |                                                                         | [ 9 ]                       |
| 2 de outubro de 2007       | Myself; Yourself                                                                | Shuri Wakatsuki                         |                                                                         | [ 9 ] [ 10 ]                |
| 4 de outubro de 2007–09    | Clannad                                                                         | Mei Sunohara                            | Também em After Story                                                   | [ 9 ] [ 10 ]                |
| 6 de abril de 2008         | Nabari no Ou                                                                    | Shinraban-sho                           |                                                                         | [ 9 ]                       |
| 7 de abril de 2008         | Monochrome Factor                                                               | Lulu                                    |                                                                         | [ 9 ]                       |
| 18 de setembro de 2008–15  | Kaitō Tenshi Twin Angel                                                         | Haruka Minazuki / Red Angel             | OVA e Twinkle Paradise                                                  | [ 13 ] [ 14 ] [ 15 ] [ 16 ] |
| 2 de outubro de 2008–10    | Black Butler                                                                    | Elizabeth Midford                       | Também em Black Bullet II                                               | [ 9 ] [ 17 ]                |
| 5 de janeiro de 2009       | The Girl Who Leapt Through Space                                                | Kazane Shishido                         |                                                                         | [ 9 ] [ 10 ]                |
| 8 de janeiro de 2009       | Asu no Yoichi!                                                                  | Chihaya Ikaruga                         |                                                                         | [ 9 ] [ 10 ]                |
| 8 de janeiro de 2009       | Kurokami: The Animation                                                         | Excel                                   |                                                                         | [ 9 ] [ 18 ]                |
| 3 de abril de 2009         | Hayate the Combat Butler!!                                                      | Maya                                    |                                                                         | [ 9 ] [ 10 ]                |
| 4 de abril de 2009–10      | Gokujō!! Mecha Mote Iinchō                                                      | Momozato Marin                          |                                                                         | [ 9 ]                       |
| 1 de julho de 2009         | Umineko no Naku Koro ni                                                         | Bernkastel                              |                                                                         | [ 9 ] [ 10 ]                |
| 1 de outubro de 2009       | Kämpfer                                                                         | Black Seppuku Rabbit                    |                                                                         | [ 9 ] [ 10 ]                |
| 2 de outubro de 2009       | A Certain Scientific Railgun                                                    | Miho Jufuku                             |                                                                         | [ 9 ] [ 10 ]                |
| 2 de outubro de 2009       | The Book of Bantorra                                                            | Ireia = Kitty (adolescence)             |                                                                         | [ 9 ]                       |
| 9 de janeiro de 2010       | The Qwaser of Stigmata                                                          | Eva-R                                   |                                                                         | [ 9 ] [ 10 ]                |
| 25 de janeiro de 2010      | Katanagatari                                                                    | Togame                                  |                                                                         | [ 9 ] [ 10 ]                |
| 1 de abril de 2010         | B Gata H Kei                                                                    | Yamada                                  |                                                                         | [ 9 ] [ 10 ] [ 19 ]         |
| 6 de abril de 2010         | Mayoi Neko Overrun!                                                             | Kaho Chikumaen                          |                                                                         | [ 9 ]                       |
| 6 de julho de 2010         | Stitch!                                                                         | twin                                    |                                                                         | [ 9 ]                       |
| 3 de outubro de 2010–13    | Oreimo                                                                          | Kanako Kurusu, Kirara Hoshino, Meruru   |                                                                         | [ 9 ] [ 10 ]                |
| 7 de outubro de 2010–13    | Tantei Opera Milky Holmes                                                       | Saku Tōyama                             |                                                                         | [ 9 ] [ 10 ]                |
| 6 de janeiro de 2011–13    | Infinite Stratos                                                                | Tabane Shinonono                        |                                                                         | [ 9 ] [ 10 ]                |
| 5 de abril de 2011         | Steins;Gate                                                                     | Suzuha Amane                            |                                                                         | [ 9 ] [ 10 ]                |
| 7 de abril de 2011         | Sket Dance                                                                      | Fu-Fu- Fuka-chan                        |                                                                         | [ 9 ]                       |
| 10 de abril de 2011        | Astarotte no Omocha!                                                            | Asuha Tōhara                            | Também em EX                                                            | [ 9 ] [ 10 ]                |
| 1 de outubro de 2011       | C³                                                                              | Fear                                    |                                                                         | [ 9 ] [ 20 ]                |
| 7 de outubro de 2011       | Sekai-ichi Hatsukoi 2                                                           | An Kohinata                             |                                                                         | [ 9 ]                       |
| 8 de outubro de 2011       | Ben-To                                                                          | Kyou Sawagi                             |                                                                         | [ 9 ]                       |
| 21 de dezembro de 2011     | A Bridge to the Starry Skies                                                    | Yūka Dan                                | OVA special                                                             | [ 21 ]                      |
| 9 de janeiro de 2012       | Waiting in the Summer                                                           | Remon Yamano                            |                                                                         | [ 9 ] [ 22 ]                |
| 3 de abril de 2012         | Rock Lee & His Ninja Pals                                                       | Tenten                                  |                                                                         | [ 9 ]                       |
| 5 de abril de 2012         | Shirokuma Cafe                                                                  | Penguin waitress                        |                                                                         | [ 9 ]                       |
| 29 de abril de 2012–13     | AKB0048                                                                         | Mayu Watanabe Type 3                    | Também em Next Stage                                                    | [ 9 ] [ 10 ] [ 23 ]         |
| 7 de julho de 2012         | Horizon in the Middle of Nowhere: Season 2                                      | Elizabeth                               |                                                                         | [ 9 ] [ 24 ]                |
| 4 de outubro de 2012       | Busou Shinki                                                                    | Yda                                     |                                                                         | [ 10 ]                      |
| 5 de janeiro de 2013       | Oreshura                                                                        | Masuzu Natsukawa                        |                                                                         | [ 9 ] [ 10 ] [ 25 ]         |
| 6 de abril de 2013         | Muromi-san                                                                      | Muromi-san                              |                                                                         | [ 9 ] [ 10 ] [ 26 ]         |
| 9 de abril de 2013         | Aiura                                                                           | Misuzu Wakatsuki                        |                                                                         | [ 9 ]                       |
| 13 de abril de 2013        | Hentai Ōji to Warawanai Neko                                                    | The Steel King / Tsukushi Tsutsukakushi |                                                                         | [ 9 ] [ 10 ] [ 27 ]         |
| 1 de junho de 2013         | Donyatsu ja:どーにゃつ                                                          | Donyatsu                                |                                                                         | [ 28 ]                      |
| 6 de julho de 2013–15      | Kin-iro Mosaic                                                                  | Isami Omiya                             |                                                                         | [ 9 ] [ 10 ]                |
| 3 de outubro de 2013       | Kill la Kill                                                                    | Nui Harime                              |                                                                         | [ 9 ] [ 29 ]                |
| 7 de outubro de 2013       | Yowamushi Pedal                                                                 | Kotori Himeno                           |                                                                         | [ 9 ] [ 30 ]                |
| 10 de outubro de 2013      | Samurai Flamenco                                                                | Sakura Momoi                            |                                                                         | [ 9 ]                       |
| 4 de janeiro de 2014       | Robot Girls Z                                                                   | Emperor of Darkness                     |                                                                         | [ 9 ]                       |
| 5 de janeiro de 2014       | Saki: The Nationals                                                             | Hayari Mizuhara                         |                                                                         | [ 9 ]                       |
| 7 de janeiro de 2014–15    | Wooser's Hand-to-Mouth Life                                                     | Announcement Wooser                     |                                                                         | [ 9 ] [ 31 ]                |
| 10 de janeiro de 2014      | No-Rin                                                                          | Ringo Kinoshita                         |                                                                         | [ 9 ] [ 10 ] [ 32 ]         |
| 6 de abril de 2014         | If Her Flag Breaks                                                              | Mimori Seiteikōji                       |                                                                         | [ 9 ] [ 10 ] [ 33 ]         |
| 9 de abril de 2014         | Dai-Shogun - Great Revolution                                                   | Chiharu                                 |                                                                         | [ 9 ]                       |
| 9 de abril de 2014         | No Game No Life                                                                 | Jibril                                  | Eps. 5-12                                                               | [ 9 ] [ 34 ]                |
| 6 de julho de 2014         | Akame ga Kill!                                                                  | Mine                                    |                                                                         | [ 9 ] [ 10 ] [ 35 ]         |
| 10 de julho de 2014        | Kuroshitsuji: Book of Circus                                                    | Elizabeth Midford                       |                                                                         | [ 9 ]                       |
| 2 de outubro de 2014–15    | I Can't Understand What My Husband Is Saying                                    | Kaoru Tsunashi                          |                                                                         | [ 9 ] [ 29 ]                |
| 4 de outubro de 2014       | Cross Ange                                                                      | Hildegard Schlievogt                    |                                                                         | [ 9 ] [ 10 ] [ 36 ]         |
| 5 de outubro de 2014       | Gugure! Kokkuri-san                                                             | Narrator                                |                                                                         | [ 9 ] [ 37 ]                |
| 9 de outubro de 2014       | Gonna be the Twin-Tail!!                                                        | Mega Neptune Mk. II                     |                                                                         | [ 9 ] [ 10 ]                |
| 9 de outubro de 2014       | Shirobako                                                                       | Rina Souma                              |                                                                         | [ 9 ]                       |
| 12 de outubro de 2014      | Girl Friend Beta                                                                | Koruri Tokitani                         |                                                                         | [ 9 ]                       |
| 4 de janeiro de 2015       | Absolute Duo                                                                    | Rito Tsukimi                            |                                                                         | [ 9 ]                       |
| 3 de abril de 2015         | Magical Girl Lyrical Nanoha ViVid                                               | Nanoha Takamachi                        |                                                                         | [ 9 ] [ 38 ]                |
| 6 de abril de 2015         | Takamiya Nasuno Desu!                                                           | Ayano Takamiya                          |                                                                         | [ 9 ] [ 39 ]                |
| 7 de julho de 2015         | Seiyu's Life!                                                                   | Herself                                 |                                                                         | [ 9 ] [ 10 ]                |
| 10 de janeiro de 2016      | Muv-Luv: Schwarzesmarken                                                        | Beatrix Brehme                          |                                                                         | [ 9 ] [ 10 ] [ 40 ]         |
| 2 de abril de 2016         | The Asterisk War                                                                | Violet Weinberg                         | 2º Temporada                                                            | [ 9 ]                       |
| 7 de abril de 2016         | Haven't You Heard? I'm Sakamoto                                                 | Kana                                    |                                                                         | [ 9 ] [ 41 ]                |
| 7 de abril de 2016         | Shōnen Maid                                                                     | Chiyo Komiya                            |                                                                         | [ 9 ] [ 42 ]                |
| 9 de julho de 2016         | Ange Vierge                                                                     | Amane Ayashiro                          |                                                                         | [ 43 ]                      |
| 11 de julho de 2016        | Saiki Kusuo no Psi-nan                                                          | Chiyo Yumehara                          |                                                                         | [ 44 ]                      |
| 12 de julho de 2016        | Active Raid                                                                     | Emilia Edelman                          |                                                                         | [ 45 ]                      |
| 3 de outubro de 2016       | Magic★Kyun! Renaissance                                                         | Sakura Aigasaki                         |                                                                         | [ 46 ]                      |
| 7 de maio de 2017–19       | Granblue Fantasy The Animation                                                  | Io Euclase                              | Ep. 6 -                                                                 | [ 10 ]                      |
| 2 de julho de 2017         | Knight's & Magic                                                                | Eleonora Kuschpercha                    |                                                                         | [ 10 ]                      |
| 1 de julho de 2018         | Island                                                                          | Rinne Ohara                             |                                                                         | [ 47 ]                      |
| 2018-19                    | Hugtto! PreCure                                                                 | Ruru Amour/Cure Amour                   |                                                                         | [ 48 ]                      |
| 2018                       | Cutie Honey Universe                                                            | Misty Honey                             |                                                                         | [ 49 ]                      |
| 2018                       | Saiki Kusuo no Psi-nan 2                                                        | Chiyo Yumehara                          |                                                                         | [ 10 ]                      |
| 2018                       | Lost Song                                                                       | Finis                                   |                                                                         | [ 50 ]                      |
| 16 de março de 2018        | Steins;Gate 0                                                                   | Suzuha Amane Yuki Amane                 |                                                                         | [ 9 ] [ 10 ] [ 51 ]         |
| 2018                       | Last Period                                                                     | Choco, Rika Furude (ep 3)               |                                                                         | [ 52 ]                      |
| 2019                       | Revisions                                                                       | Mukyū Isurugi                           |                                                                         | [ 53 ]                      |
| 2019                       | Ore wo Suki Nano wa Omae Dake ka yo                                             | Keike Kisaragi                          |                                                                         | [ 10 ]                      |
| 2019                       | Granbelm                                                                        | Shisui Tsuchimikado                     |                                                                         | [ 54 ]                      |
| 2020                       | Iwa-Kakeru! -Sport Climbing Girls-                                              | Anne Kurusu                             |                                                                         | [ 55 ]                      |
| 2020                       | Super HxEros                                                                    | Keikaichuu                              |                                                                         | [ 56 ]                      |
| 2020                       | Iwa-Kakeru! -Sport Climbing Girls-                                              | Anne Kurusu                             |                                                                         | [ 57 ]                      |
| 2021                       | Cute Executive Officer                                                          | Mãe de Najimu                           |                                                                         | [ 58 ]                      |
| 2021                       | Seven Knights Revolution: Hero Successor                                        | Vanessa                                 |                                                                         | [ 59 ]                      |
| 2021                       | I've Been Killing Slimes for 300 Years and Maxed Out My Level                   | Pekora                                  |                                                                         | [ 60 ]                      |
| 2021                       | I'm Standing on a Million Lives                                                 | Iris                                    |                                                                         | [ 61 ]                      |
| 2021                       | The World's Finest Assassin Gets Reincarnated in Another World as an Aristocrat | Goddess                                 |                                                                         | [ 62 ]                      |
| 2021                       | Kaginado                                                                        | Mai Kawasumi                            |                                                                         | [ 63 ]                      |
| 2022                       | Girls' Frontline                                                                | M4 SOPMOD II:                           |                                                                         | [ 64 ]                      |
| 2025                       | Moon Taisen                                                                     | Onii Moon                               |                                                                         | [ 65 ]                      |